# أسطورة الثعبان الأبيض
أسطورة الثعبان الأبيض المعروفة أيضا باسم ثعبان السيدة الأبيض أو أسطورة الأفعى البيضاء هي واحدة من أشهر أساطير الفلكلور الصيني المعروفة أيضًا في اليابان. جرى التغزل بها في العديد من الأعمال والأفلام والمسلسلات التلفزيونية الصينية.
في عام 1627 ومنذ نهاية عهد سلالة مينغ الحاكمة تم إدماج الأسطورة في العديد من الأعمال والأفلام والمسلسلات التلفزيونية الصينية في كل الأصناف الفنية مثل الموسيقى، الشعر، المسرح، الأدب (بما في ذلك القصص المصورة وأدب الأطفال)، الرسوم الجداريات.
تعد الأسطورة حاليا واحدة من الحكايات الشعبية الأربع الكبرى في الصين كما يتم تخليدها بانتظام في يوم مهرجان قوارب التنين، من خلال تصوير مشهد حاسم من المؤامرة التي جرت في ذلك اليوم.

## ملخص القصة
استقت الأسطورة منبعها من عدة مصادر حيث جرى نقلها شفهياً. وبحسب الشكل البدائي القصير المتداول تحكي القصة التي حدثت إبان سلالة تشينغ الحاكمة علاقة حب طبيب أعشاب فقير بشابة جميلة وغنية أعجبا ببعضهما فتزوجا وساعدته في تنمية أعماله، وفي يوم من الأيام التقي الطبيب برجل دين حذره من أن زوجته هي جنية ثعبان. وعلى الرغم من تردد الزوج، إلا أنه كشفها وسجنها إلى الأبد تحت أسس معبد باغودا ليفينغ لمنعها من الإضرار. ولم يذكر اسم الثعبان.
تداولت الأسطورة إبان حقبة سلالة تشينغ الحاكمة العديد من المنابر الفنية منهم من تعاطف مع الزوجة الثعبان في كتابته ومنهم من أدرج نهاية سعيدة للقصة.

## قصة الأسطورة
لو دونغبين هو واحد من الثمانية المخلدون، يتنكر ذات يوم على أنه رجل يبيع أكلة تانغ يوان الصينية في الجسر المكسور بالقرب من البحيرة الغربية في هانغتشو. فيشتري شو شيان بعض التانغ يوان منه دون أن يعرف أنها تحتوي حبوبا خالدة. خلال الأيام الثلاثة الموالية لا يشعر شو شيان بالجوع، فيعود إلى لو دونغبين لمعرفة السبب. فيضحك الأخير ويحمل الصبي إلى الجسر، حيث يقلبه رأسا على عقب مسببا تقيأه في البحيرة لكل التانغ يوان الذي أكله.
هناك في البحيرة، توجد روح الأفعى البيضاء التي تقضي وقتها بممارسة الفنون السحرية الطاوية على أمل أن تصبح يوما من الأيام خالدة. فتأكل من حبوب الملقاة في البحيرة مما يجعلها تكسب 500 سنة من القوة السحرية. فتشعر بالامتنان لشيو شيان' ويتشابك مصيرهما. في المقابل توجد هناك روح السلحفاة التي وبالرغم من تدربها في البحيرة لم تستطع الحصول هلى الحبوبة الملقاة فتصيبها غيرة شديدة من الأفعى البيضاء.
في أحد الأيام، ترى الأفعى البيضاء متسولًا على الجسر قد أمسك بثعبان أخضر يريد استخراج سمه وبيعه. فتتحوّل الأفعى البيضاء إلى امرأة وتشتري الثعبان الأخضر، وبذلك تنقذ حياته. ليصبح الأخير ممتنا لها وفي مكانة شقيقته الكبرى.

## توابع
كانت القصة الأصلية تتمحور حول قصة الخير والشر، مع الراهب البوذي فاهاي الذي يحاول إنقاذ روح شو شيان من روح الأفعى البيضاء، الذي تم تصويرها كشيطان شرير. ومع ذلك، على مر القرون، تطورت الأسطورة من حكاية رعب إلى قصة رومانسية، مع أن باي سوتشن وشو شيان يحبان بعضهما البعض بشكل حقيقي إلا أن علاقتهما محظورة بموجب قوانين الطبيعة.
دأبت وسائل الإعلام في المسرح والسينما والتلفزيون بتغييرات وتعديلات واسعة على القصة الأصلية للأسطورة، بما في ذلك ما يلي:
- تم تصوير الأفعى الخضراء (شياو تشينغ) بأنها أفعى مخادعة وخائنة ستقوم بخيانة الأفعى البيضاء، بدلا من التصوير التقليدي لها كصديقة مقربة.
- تم تصوير الأفعى الخضراء (شياو تشينغ) بأنها الأقل تطورا وتمرسا وتدريبا من الأفعى البيضاء باي سوتشن، وبالتالي الأقل إدراكًا لما يعنيه أن يكون الإنسان. فهي أكثر حيوانية وهو ما يفسر في بعض الأحيان تناقضها مع باي سوتشن في الشخصية والأفعال.
- تم تصوير الراهب بأنه أكثر تعاطفا بدلا من التصوير التقليدي له كشرير يريد الانتقام والغيرة: جامد واستبدادي، ومع ذلك حسن النية. كما أن قصة خلفيته مختلفة في بعض التعديلات.
- تشير نسخة حديثة أو مراجعة من القصة، إلى أن باي سوتشن وشيو شيان كانا فعلا من الخالدين الذين وقعوا في الحب وتم نفيهم من السماء لأن القوانين السماوية قد منعت الرومانسية. حيث تجسد هو في روح بشرية وهي في روح أنثى ثعبان أبيض لتبدأ قصتهما على التوالي.

## اقتباسات
- حكاية الثعبان الأبيض أول فيلم من أفلام الأنيمي الملون تم إصداره في اليابان عام 1958. كان عنوان الفيلم في الولايات المتحدة هو الباندا والفرقة السحرية. وكانت أيضا واحدة من الحالات النادرة التي يتم فيها تمثيل شياو تشينغ كسمكة شيطانية وليس ثعبانا. كما كان الفيلم الوحيد المعروف الذي يستند على الأسطورة